# Skär trumpetlilja
Skär trumpetlilja (Lilium rubellum) är en art i familjen liljeväxter från Japan. 

### Webblänkar
- The Genus Lilium - Lilium rubellum
- Wikimedia Commons har media som rör Skär trumpetlilja.